# Прости за любовь
«Прости за любовь» (итал. Scusa ma ti chiamo amore) — итальянский фильм 2008 года, снят режиссёром Федерико Моччиа по его одноимённому роману. В главных ролях Рауль Бова и Микела Кваттрочокке. Существует продолжение фильма под названием «Прости, хочу на тебе жениться».
По той же книге в 2014 году снят испанский фильм «Прости за любовь» (исп. Perdona si te llamo amor).

## Сюжет
Ники почти восемнадцать лет. Она заканчивает школу и проводит всё время со своими подругами, они называют себя «ОНДЭ» по инициалам своих имён (Олли, Ники, Дилетта и Эрика). Алексу почти тридцать семь лет и у него успешная карьера в рекламе. Недавно он расстался со своей «вечной» подругой Эленой и вращается вокруг родителей, сестёр, племянников и друзей-историков. Суматошным утром небольшая авария станет важным поворотным пунктом в жизни обоих.

## В ролях
- Рауль Бова — Алесандро Белли
- Микела Кваттрочокке — Ники Кавалли

В эпизодах
- Мишель Карпенте — Дилетта
- Лука Анджелетти — Энрико
- Мара Маис — Камилла
- Франческа Антонелли — Сюзанна
- Франческо Аполлони — Пьетро
- Франческа Ферраццо — Эрика
- Беатриче Валенте — Олли
- Давиде Росси — Фабио
- Игнацио Олива — Флавио
- Эдоардо Натоли — Филиппо
- Чечилия Дацци — Симона, мать Ники
- Пино Квартулло — Роберто, отец Ники
- Лоренцо Федеричи — Маттео, младший брат Ники
- Вероника Логан — Элена
- Риккардо Сардоне — Марчелло Санти
- Кристиано Лукарелли — Андреа Сольдини
- Фаусто Мария Шиараппа — Леонардо
- Илария Спада — Алессия
- Люка Уорд — Тони Коста
- Паола Лавини — Адель
- Кьяра Томаселли — Клаудиа Белли
- Риккардо Росси — профессор Мартини

## Саундтрек
1. Scusa ma ti chiamo amore — Sugarfree
2. She’s the One — Robbie Williams
3. Seduto qua — Zero Assoluto
4. La tua ragazza sempre — Ирене Гранди
5. Quello che mi davi tu — Zero Assoluto
6. Quanti anni hai — Vasco Rossi
7. Semplicemente — Zero Assoluto
8. Tomorrow never — Villeneuve
9. Danziamo — Io, Carlo
10. La prima notte d’amore — Claudio Guidetti
11. Una gita al mare — Claudio Guidetti
12. Alex e Niki — Claudio Guidetti
13. Un giro per Roma — Claudio Guidetti
14. Il faro — Claudio Guidetti
15. Prima di Niki — Claudio Guidetti
16. Il tema per Diletta — Claudio Guidetti
17. Niki e Alex — Claudio Guidetti